# مصطفى حشيش
مصطفى حشيش (مواليد 13 مايو 1953) هو ممثل مصري بدأ حياته الفنية في بداية الثمانينات بأدور صغيرة وثانوية،
شارك في العديد من المسلسلات و من أبرزها :هوانم جاردن سيتي (1997)،، أوبرا عايدة (2000) وشط إسكندرية (2008).

## أعماله

### أفلام
- 1979:المغنواتي
- 1987:صاحب الصورة
- 1988:آسف للإزعاج
- 1990:الراقصة والسياسي
- 1991:مصرع الذئاب
- 1991:كيد العوالم
- 1991:تصريح بالقتل
- 1992:الراقصة والحانوتي
- 1992:استقالة جابر
- 2000:وحياة قلبي وأفراحه
- 2004:يوم الكرامة
- 2009:بوبوس
- 2019:محمد حسين

### مسلسلات
- 1985:دمعة على خد القمر
- 1986:اللاعب والدمية
- 1988:مولود في الوقت الضائع
- 1989:أحزان نوح
- 1990:ضحى
- 1995:في بيتنا رجل
- 1997:هوانم جاردن سيتي ج1
- 1997:الحصيدة
- 1998:هوانم جاردن سيتي ج2
- 1998:أم العروسة
- 1998:القلب يخطئ أحيانا
- 1999:عفوا حبيبتي
- 1999:الاعصار
- 2000:سوق الرجالة
- 2000:أوبرا عايدة
- 2000:أمشير
- 2000:الفتح المبين
- 2001:حواري وقصور
- 2001:حديث الصباح والمساء
- 2001:الأماني المرة (استغفر الله)
- 2002:نور القمر
- 2002:طرح البشر
- 2002:سيف اليقين
- 2002:أوراق مصرية ج2
- 2002:أميرة في عابدين
- 2003:تعالى نحلم ببكره
- 2003:أبيض x أبيض
- 2004:مشوار امرأة
- 2004:زهرة الياسمين
- 2004:الطارق
- 2005:المنصورية
- 2005:الظاهر بيبرس
- 2005:الشارد
- 2006:قلب الدنيا
- 2006:عيون تائهة
- 2006:عفريت القرش
- 2006:الإمام المراغي
- 2007:نقطة نظام
- 2007:غريب الدار
- 2007:عمارة يعقوبيان
- 2007:أمير الشرق عثمان دقنة
- 2007:إمرأة في شق الثعبان
- 2007:الإمام الشافعي
- 2008:كلمة حق
- 2008:شط إسكندرية
- 2008:بنت من الزمن ده
- 2009:وعد ومش مكتوب
- 2009:الوتر المشدود
- 2009:الهروب من الغرب
- 2009:الرجل والطريق
- 2009:الأشرار
- 2009:أفراح إبليس ج1
- 2010:مذكرات سيئة السمعة
- 2010:سقوط الخلافة
- 2010:الجماعة ج1
- 2011:كيد النسا ج1
- 2012:كيد النسا ج2
- 2012:فرح العمدة
- 2012:حارة خمس نجوم
- 2012:المنتقم
- 2012:الخفافيش
- 2012:البحر والعطشانة
- 2013:على كف عفريت
- 2013:خيبر
- 2013:بدون ذكر أسماء
- 2013:الصقر شاهين
- 2014:فيفا أطاطا
- 2014:تماسيح النيل
- 2014:الحكر
- 2015:سلسال الدم ج2
- 2015:خليل الله (إبراهيم عليه السلام)
- 2015:حب لا يموت
- 2015:ألوان الطيف
- 2015:إستيفا
- 2016:حبيب الله ج1
- 2016:أفراح القبة
- 2017:عشم إبليس
- 2017:حبيب الله ج2
- 2017:السلطان والشاه
- 2017:الجماعة ج2
- 2017:الأب الروحي
- 2018:بيت السلايف
- 2019:نصيبي وقسمتك 3
- 2019:لآخر نفس
- 2019:الآنسة فرح ج1
- 2019:أفراح إبليس ج2
- 2020:ونحب تاني ليه
- 2020:ضربة معلم
- 2020:الوجه الآخر
- 2020:الآنسة فرح ج2
- 2021:قصر النيل
- 2022:نقل عام
- 2022:شارع 9
- 2022:راجعين يا هوى
- 2022:الضاحك الباكي

### مسرحيات
- 1985:عائلة سعيدة جدًا